# Liste der Orte im Landkreis Schmalkalden-Meiningen
Im Landkreis Schmalkalden-Meiningen leben 125.306 Einwohner auf einer Fläche von 1251,21 km² (Stand: 31. März 2019). Er wurde 1994 durch die ehemaligen Landkreise Meiningen, Schmalkalden sowie teilweise Suhl-Land gebildet und 2019 mit der Einkreisung der Stadt Kaltennordheim erweitert. Der Landkreis gehört heute raumordnerisch zur Planungsregion Südwestthüringen und ist Mitglied in der Planungsgemeinschaft Südwestthüringen.
Die nachfolgende Liste enthält alle Orte (Städte, Gemeinden und Ortsteile) des Landkreises Schmalkalden-Meiningen. Zusätzlich angegeben sind – falls vorhanden – die Einwohnerzahlen aktuell, das Jahr der ersten urkundlichen Erwähnung und die Gemeindezugehörigkeit. Durch Klicken auf das quadratische Symbol in der Titelzeile kann die Liste nach den einzelnen Parametern sortiert werden.
| Ort                         | Einwohner (ca.) | urkundliche Ersterwähnung | Gemeinde                |
| --------------------------- | --------------- | ------------------------- | ----------------------- |
| Andenhausen                 | 204             | 1185                      | Kaltennordheim          |
| Altersbach                  | 472             | 1330 (um)                 | Steinbach-Hallenberg    |
| Asbach                      | 1.500           | 822–842                   | Schmalkalden            |
| Aschenhausen                | 158             | 838                       | Kaltennordheim          |
| Aue                         | 804             | 1333 (18. Januar)         | Schmalkalden            |
| Bauerbach                   | 267             | 887                       | Grabfeld                |
| Behrungen                   | 555             | 795                       | Grabfeld                |
| Belrieth                    | 359             | 802–817                   | Belrieth                |
| Benshausen                  | 2.083           | 1274                      | Zella-Mehlis            |
| Berkach                     | 363             | 783                       | Grabfeld                |
| Bermbach                    | 532             | 1274                      | Steinbach-Hallenberg    |
| Bettenhausen                | 760             | 850                       | Rhönblick               |
| Bibra                       | 582             | 825                       | Grabfeld                |
| Birx                        | 173             | 783                       | Birx                    |
| Bonndorf                    | 80              | 1262                      | Wasungen                |
| Breitenbach                 | 200             | 1183 (10. Mai)            | Schmalkalden            |
| Breitungen                  | 4.815           | 933                       | Breitungen              |
| Brotterode, Stadt           | 2.750           | 1039 (27. April)          | Brotterode-Trusetal     |
| Christes                    | 589             | 833                       | Christes                |
| Dillstädt                   | 795             | 1206                      | Dillstädt               |
| Dreißigacker                | 1.368           | 1311 (22. August)         | Meiningen               |
| Ebertshausen                | 300             | 838                       | Zella-Mehlis            |
| Eckardts                    | 348             | 1145                      | Schwallungen            |
| Einhausen                   | 422             | 1151 (8. Juli)            | Einhausen               |
| Einödhausen                 | 100             | 887                       | Meiningen               |
| Ellingshausen               | 242             | 923                       | Ellingshausen           |
| Elmenthal                   | 400             | 1185 (17. Februar)        | Brotterode-Trusetal     |
| Erbenhausen                 | 194             | 838                       | Erbenhausen             |
| Exdorf                      | 385             | 951                       | Grabfeld                |
| Fambach                     | 1.759           | 1183                      | Fambach                 |
| Fischbach/Rhön              | 555             | 837                       | Kaltennordheim          |
| Floh                        | 1.400           | 1340                      | Floh-Seligenthal        |
| Frankenheim                 | 1.108           | 1228 (13. April)          | Frankenheim             |
| Friedelshausen              | 322             | 1186                      | Friedelshausen          |
| Geba                        | 78              |                           | Rhönblick               |
| Georgenzell                 | 300             | 1310                      | Rosa                    |
| Gerthausen                  | 201             | 874                       | Rhönblick               |
| Gleimershausen              | 60              |                           | Rhönblick               |
| Grumbach                    | 230             | 802–817                   | Schmalkalden            |
| Haindorf                    | 290             | 1335                      | Schmalkalden            |
| Haselbach                   | 65              |                           | Rhönblick               |
| Helba                       | 283             | 1259 (9. Mai)             | Meiningen               |
| Helmers                     | 235             | 1340                      | Schmalkalden            |
| Helmershausen               | 622             | 856                       | Rhönblick               |
| Henneberg                   | 500             |                           | Meiningen               |
| Herges-Hallenberg           | 650             | 1333 (22. März)           | Steinbach-Hallenberg    |
| Hermannsfeld                | 287             | 1144                      | Rhönblick               |
| Herpf                       | 913             | 788                       | Meiningen               |
| Heßles                      | 360             | 1185 (13. Februar)        | Fambach                 |
| Hohleborn                   | 400             | 1340                      | Floh-Seligenthal        |
| Hümpfershausen              | 426             | 1145                      | Wasungen                |
| Jüchsen                     | 1.523           | 758                       | Grabfeld                |
| Kaltenlengsfeld             | 377             | 819                       | Kaltennordheim          |
| Kaltennordheim, Stadt       | 1735            | 795                       | Kaltennordheim          |
| Kaltensundheim              | 782             | 795 (23. Dezember)        | Kaltennordheim          |
| Kaltenwestheim              | 671             | 795                       | Kaltennordheim          |
| Kleinschmalkalden           | 1.400           | 1378                      | Floh-Seligenthal        |
| Klings                      | 464             | 869                       | Kaltennordheim          |
| Kühndorf                    | 981             | 795                       | Kühndorf                |
| Laudenbach                  | 300             | 1185 (17. Februar)        | Brotterode-Trusetal     |
| Leutersdorf                 | 243             | 1057                      | Leutersdorf             |
| Mehmels                     | 339             | 1285                      | Mehmels                 |
| Meiningen, Stadt            | 18.838          | 982                       | Meiningen               |
| Melkers                     | 350             | 1309 (4. Oktober)         | Rippershausen           |
| Melpers                     | 90              | 1317                      | Kaltennordheim          |
| Metzels                     | 677             | 1228                      | Wasungen                |
| Mittelschmalkalden          | 1000            | 1289 (26. Februar)        | Schmalkalden            |
| Mittelsdorf                 | 262             | 778 (1. Dezember)         | Kaltennordheim          |
| Mittelstille                | 580             | 1210                      | Schmalkalden            |
| Möckers                     | 350             | 1312 (1. Februar)         | Schmalkalden            |
| Näherstille                 | 950             | 1333                      | Schmalkalden            |
| Neubrunn                    | 543             | 857                       | Neubrunn                |
| Niederschmalkalden          | 700             | 1324                      | Schmalkalden            |
| Nordheim                    | 247             | 774                       | Grabfeld                |
| Obendorf                    | 148             | 1306 (31. Dezember)       | Grabfeld                |
| Oberhof, Stadt              | 1.664           | 1470                      | Oberhof                 |
| Oberkatz                    | 273             | 874                       | Kaltennordheim          |
| Obermaßfeld-Grimmenthal     | 1.202           | 837                       | Obermaßfeld-Grimmenthal |
| Oberschönau                 | 785             | 1555 (um)                 | Steinbach-Hallenberg    |
| Oberweid                    | 521             | 795                       | Oberweid                |
| Oepfershausen               | 468             | 1183                      | Wasungen                |
| Queienfeld                  | 524             | 1057                      | Grabfeld                |
| Reichenbach                 | 176             | 1330 (10. August)         | Schmalkalden            |
| Reichenhausen               | 195             | 1330 – 1340               | Erbenhausen             |
| Rentwertshausen             | 321             | 1310                      | Grabfeld                |
| Rippershausen               | 316             |                           | Rippershausen           |
| Ritschenhausen              | 325             | 906                       | Ritschenhausen          |
| Rohr                        | 975             | 815                       | Rohr                    |
| Rosa                        | 425             | 803–817                   | Rosa                    |
| Roßdorf                     | 654             | 781                       | Roßdorf                 |
| Rotterode                   | 725             |                           | Steinbach-Hallenberg    |
| Schafhausen                 | 177             | 1031 (16. September)      | Erbenhausen             |
| Schmalkalden, Stadt         | 9.724           | 874                       | Schmalkalden            |
| Schnellbach                 | 500             | 1340                      | Floh-Seligenthal        |
| Schwallungen                | 1.305           | 788                       | Schwallungen            |
| Schwarza                    | 1.230           | 948                       | Schwarza                |
| Schwarzbach                 | 296             | 1183 (10. Mai)            | Schwallungen            |
| Schwickershausen            | 374             | 1187                      | Grabfeld                |
| Seeba                       | 127             | 830                       | Rhönblick               |
| Seligenthal                 | 1.450           | 1320 (16. Oktober)        | Floh-Seligenthal        |
| Solz                        | 200             | 1159–1160                 | Rippershausen           |
| Springstille                | 563             | 948                       | Schmalkalden            |
| Stedtlingen                 | 507             | 1182                      | Rhönblick               |
| Steinbach-Hallenberg, Stadt | 4.396           | 1228                      | Steinbach-Hallenberg    |
| Stepfershausen              | 553             | 863                       | Meiningen               |
| Struth-Helmershof           | 1.300           | 1340                      | Floh-Seligenthal        |
| Sülzfeld                    | 871             | 784 (25. März)            | Meiningen               |
| Träbes                      | 80              | 1354 (26. Februar)        | Meiningen               |
| Trusetal                    | 2.914           | 1185                      | Brotterode-Trusetal     |
| Unterkatz                   | 374             | 874                       | Wasungen                |
| Untermaßfeld                | 1.308           | 837                       | Untermaßfeld            |
| Unterschönau                | 499             | 1360                      | Steinbach-Hallenberg    |
| Unterweid                   | 434             | 795 (9. Juni)             | Kaltennordheim          |
| Utendorf                    | 459             | 1343                      | Utendorf                |
| Vachdorf                    | 780             | 840                       | Vachdorf                |
| Viernau                     | 1.987           | 1274                      | Steinbach-Hallenberg    |
| Volkers                     | 147             | 1057                      | Schmalkalden            |
| Wahles                      | 300             | 1185 (17. Februar)        | Brotterode-Trusetal     |
| Wahns                       | 442             | 9. Jh.                    | Wasungen                |
| Wallbach                    | 355             | 1230                      | Meiningen               |
| Walldorf                    | 2.208           | 982 (1. Oktober)          | Meiningen               |
| Wasungen, Stadt             | 3.387           | 874                       | Wasungen                |
| Weidebrunn                  | 750             | 1014 (31. Dezember)       | Schmalkalden            |
| Welkershausen               | 205             | 837 (6. Juni)             | Meiningen               |
| Wernshausen                 | 1.865           | 1184 (17. Februar)        | Schmalkalden            |
| Wohlmuthausen               | 247             | 857                       | Rhönblick               |
| Wölfershausen               | 350             | 825                       | Grabfeld                |
| Wolfmannshausen             | 445             | 956                       | Grabfeld                |
| Zella-Mehlis, Stadt         | 10.669          | 1111–1250                 | Zella-Mehlis            |
| Zillbach                    | 461             | 1330                      | Schwallungen            |

## Weitere Ortsteile
- Breitungen besteht aus den zusammengewachsenen Dörfern Altenbreitungen, Frauenbreitungen und Herrenbreitungen. Außerdem gehören die Weiler Bußhof, Craimar, Farnbach, Grumbach, Knollbach, Neuhof und Winne zur Gemeinde.
- Zu Floh-Seligenthal gehören die Weiler Atzerode und Nesselhof.
- Zum Meininger Ortsteil Henneberg gehören die Weiler Oberharles und Unterharles.
- Zur Gemeinde Rhönblick gehören das einstige Kinderheim Rettungshaus zum Fischhaus, der Sorghof und das Thurmgut.
- Zu Rohr gehört das ehemalige Kloster Rohr.
- Zu Roßdorf gehören die Weiler Roßhof und Friedrichshof.
- Zu Schwarza gehört die Bettlersmühle.
- Trusetal entstand aus den zusammengewachsenen Dörfern Herges-Auwallenburg, und Trusen.
- Zum Wasunger Ortsteil Unterkatz gehört der Weiler Dörrensolz.